# Akcja „Burza” we Lwowie
Akcja „Burza” we Lwowie, powstanie lwowskie – akcja wojskowa zorganizowana i podjęta 22 lipca 1944 we Lwowie przez oddziały zbrojne Armii Krajowej przeciw wojskom niemieckim.

## Plany i zadania
Zadaniem akcji „Burza” było opanowanie Lwowa polskimi siłami zbrojnymi przed wkroczeniem Armii Czerwonej, aby w ten sposób wystąpić w roli gospodarza terenu i zająć stanowisko liczącego się partnera w rozmowach z przedstawicielami wojsk sowieckich.
Rozkazem z 5 lipca 1944 oddziały AK we Lwowie miały wyznaczone szczegółowe zadania i miejsca koncentracji. Najsilniejsze liczebnie oddziały AK znajdowały się na terenie miasta, które zostało podzielone na dzielnice: śródmieście, wschodnią, zachodnią, południową i północną.
W miarę wycofywania się oddziałów niemieckich żołnierze AK obsadzali wyznaczone im kwartały, zabezpieczali ważniejsze obiekty i zamykali rejony ukraińskie. Żołnierze nakładali biało-czerwone opaski, domy dekorowano polskimi flagami wśród entuzjazmu ludności polskiej, wyłapywano skrywających się Niemców.

## Chronologia wydarzeń
- Pod koniec grudnia 1943 rozpoczęła się nowa ofensywa sowiecka.
- 4 stycznia 1944 wojska sowieckie przekroczyły na Wołyniu granicę polsko-sowiecką z 1939, zaś w pierwszych dniach marca 1944 weszły na teren województwa tarnopolskiego.
- 18 lipca 1944 niemieckie władze administracyjne oraz Ukraińska Policja Pomocnicza opuściły miasto, ewakuując się na zachód.
- 19 lipca 1944 Lwów opuściły formacje Wehrmachtu, jednak w rejonie Lwowa pojawiło się kilka dywizji niemieckich cofających się pod naporem armii sowieckiej.
- 21 lipca 1944 wieczorem w pobliżu Lwowa pojawili się pierwsi zwiadowcy sowieccy.
- 22 lipca 1944 w godzinach porannych na Lwów, od strony południowo-wschodniej (ulicą Zieloną), uderzyła sowiecka 29 brygada zmotoryzowana z 10 korpusu 4 Armii Pancernej. Wobec braku piechoty, która była niezbędna w walkach na terenie miasta, bardzo chętnie została przyjęta polska pomoc oddziałów Armii Krajowej.
- Oddziały niemieckiej piechoty cofnęły się z peryferii miasta i zajęły stanowiska obronne w samym mieście. W ślad za cofającymi się Niemcami weszły patrole sowieckie, atakowane bez widocznego skutku z powietrza przez niemieckie lotnictwo myśliwskie. Wczesnym rankiem rozpoczęły się we Lwowie walki uliczne, w których po obu stronach wzięły udział czołgi i artyleria. Walki rozpoczęły się w rejonie ul. Zielonej, w kierunku środka miasta. Przy oczyszczaniu Łyczakowa z Niemców wzięły udział oddziały 14 pułku ułanów AK, które jako pierwsze weszły do walki w mieście, ostrzeliwując wycofujących się Niemców wzdłuż ul. Zielonej i Łyczakowskiej.
- 23 lipca wszystkie brygady 10 Korpusu Pancernego ruszyły do natarcia na miasto. Czołgi sowieckie weszły do miasta trzema klinami. Jeden zajmował stopniowo południową część miasta, opuszczoną i nie bronioną przez Niemców, docierając wzdłuż torów kolejowych z Persenkówki do ul. Stryjskiej, dwa pozostałe kliny skierowane były w kierunku Śródmieścia: jeden posuwał się od strony Łyczakowa: ulicami Pijarów i Piekarską do ul. Czarnieckiego, drugi uderzył ul. Zieloną, Piłsudskiego i przez plac Halicki dotarł po południu do Rynku.
- Na obronne pozycje niemieckie w rejonie Pasiek natarli żołnierze 3 szwadronu 14 pułku ułanów AK „Osy” wspierani przez sowieckie samochody pancerne. Niemcy zostali wyparci z całego górnego Łyczakowa.
- Drogę do Lwowa otwarły ponownie wojska sowieckie, które nadeszły od Starego Sioła.
- 25 lipca świeżo sformowany 4 szwadron wziął udział w odparciu przez oddziały sowieckie próby przedarcia się Niemców z Winnik w kierunku północno-zachodnim, na Krzywczyce. Tego samego dnia ściągnięto do Pasiek 1 szwadron, podczas gdy 2 szwadron trwał na wysuniętej linii obrony, na skraju lasów, do 26 lipca, kiedy to został zbombardowany i ostrzelany przez sowieckie samoloty (za co następnie przepraszało dowództwo sowieckie), poniósłszy straty w zabitych i rannych, wycofał się również do Pasiek. Do 27 lipca, przez cztery dni, 14 pułk ułanów osłaniał prawe skrzydło wojsk sowieckich, odpierając nieustanne ataki niemieckie, wspólnie ze zwiadowcami sowieckimi prowadząc działania zwiadowcze.
- 26 lipca doszło do spotkania płk. Władysława Filipkowskiego i towarzyszących mu oficerów Armii Krajowej z reprezentującym marszałka Iwana Koniewa generałem Iwanowem. Uzgodniono organizację 5 Dywizji Piechoty AK „Dzieci Lwowskich” w celu jej wykorzystania do dalszych działań wojennych.
- W nocy z 26 na 27 lipca wszystkie cztery szwadrony obsadzały linię Pasiek, gotowe do odparcia spodziewanych prób przedzierania się tędy Niemców, naciskanych już od wschodu przez likwidującą kocioł 38 Armię sowiecką.
- W nocy z 27 na 28 lipca już bez udziału AK, nastąpiło całkowite oczyszczenie miasta z Niemców, przez zajęcie Kortumowej Góry, gdzie znajdowała się artyleria niemiecka.
- 28 lipca oddziały AK we Lwowie zostały rozwiązane i złożyły broń w miejscach, gdzie kwaterowały w czasie „Burzy”. Żołnierze i dowódcy oddziałów rozeszli się do domów, ale utrzymywano nadal łączność konspiracyjną i osobiste kontakty. Z murów miasta zniknęły biało-czerwone flagi.
- W nocy z 28 na 29 lipca, na prośbę płk. Filipkowskiego odbyło się posiedzenie Okręgowej Rady Jedności Narodowej pod przewodnictwem Okręgowego Delegata Rządu RP mgr. Adama Ostrowskiego, na którym obecni byli płk. Filipkowski i ppłk Henryk Pohoski. Po całonocnej dyskusji Rada aprobowała projekt udania się płk. Filipkowskiego do Żytomierza na rozmowy z gen. Żymierskim.
- 30 lipca odbył się we Lwowie wiec ludności i żołnierzy z udziałem Nikity Chruszczowa i marszałka Koniewa.
- 31 lipca przed południem odlecieli samolotem do Kijowa na rozmowy z gen. Żymierskim: pułkownik Filipkowski, ppłk. Pohoski, płk Franciszek Studziński „Rawicz”– komendant Okręgu AK Tarnopol (od 30 czerwca 1944 zastępca komendanta Obszaru Południowo-Wschodniego), ppłk dypl. Stefan Czerwiński „Stefan” – komendant Okręgu AK Lwów, desygnowany na dowódcę 5 dywizji AK oraz ppor. Zygmunt Łanowski „Damian”, pełniący w czasie tej podróży obowiązki adiutanta komendanta Obszaru. Płk. Filipkowski, wraz z towarzyszącymi mu oficerami dotarł samolotem do Żytomierza 31 lipca w godzinach przedpołudniowych. Prosto z lotniska przewieziono ich do centrum Żytomierza, gdzie mieściła się kwatera sztabu generalnego Wojska Polskiego. Oczekiwał ich gen. Żymierski w towarzystwie kilku generałów w polskich mundurach oraz płk Marian Spychalski.
- W nocy z 2 na 3 sierpnia wszyscy przybyli ze Lwowa oficerowie AK zostali aresztowani i przewiezieni ciężarówką do więzienia NKWD w Kijowie, skąd zostają przekazani do kontrrazwiedki 1 Frontu Ukraińskiego. Przez Lwów przewieziono ich samochodem ciężarowym do małej osady leśnej pod Rawą Ruską, gdzie w budynku szkolnym mieściło się prowizoryczne więzienie, następnie zaś samolotem przewieziono do więzienia w Charkowie.
- Mimo złożenia broni i formalnego rozwiązania oddziałów lwowskiej AK, w budynku Komendy AK przy ul. Kochanowskiego nadal pełniono dyżury i utrzymywano uzbrojoną służbę wartowniczą. Spotykali się tam członkowie sztabów, dowódcy oddziałów, przychodzili żołnierze i interesanci. W sąsiedztwie, przy ul. Rybackiej 5, kwaterowało nadal kierownictwo kontrwywiadu Komendy Obszaru, utrzymując kontakt ze sztabem kontrwywiadu 1 Frontu Ukraińskiego. Na polecenie komendy AK przekazywano – w tłumaczeniu na język rosyjski – informacje, dotyczące agentów gestapo z terenu Lwowa.
- Na życzenie wojskowych władz sowieckich, mjr Stasiewicz zwołał na godzinę 21 odprawę, która miała, się odbyć w kwaterze Komendy AK przy ul. Kochanowskiego. Rozesłano w tej sprawie pismo alarmową pocztą konspiracyjną: „Dziś o godz. 21, odbędzie się odprawa odnośnie do formowania dywizji AK, – na którą przybędzie generał, sowiecki Iwanow. Stawić się winni komendanci dzielnic, ich zastępcy, oraz dowódcy kompanii i zgrupowań. Dotyczy to wszystkich oficerów sztabu okręgu”. Stawiło się od 25 do 30 osób. Krótko przed godziną 21 przybył oficer sowiecki z informacją, że gen. Iwanow jest bardzo zajęty i przybyć nie może, ale zaprasza wszystkich na odprawę do siebie. W tym celu wkrótce podjadą samochody. Część obecnych opuściła budynek Komendy frontowymi bądź tylnymi drzwiami. Wkrótce podjechało kilka Willysów. W każdym obok kierowcy siedział sowiecki oficer. Zawieziono ich przez plac Halicki do dawnego pałacu Biesiadeckich, na tyłach budynków sądów przy ul. Batorego. Oficerów AK poproszono do podłużnej sali na piętrze, do której z korytarza prowadziło kilka drzwi. Stoły ustawione były w podkowę, na końcu obszerne biurko. Na stołach trochę materiałów piśmiennych. Na krzesłach pod ścianami oczekiwało już około 30 sowieckich oficerów. Wśród nich wolne miejsca, które zapełnili oficerowie AK. W oczekiwaniu na rozpoczęcie narady, wśród uśmiechów, toczyły się dwujęzyczne uprzejme rozmowy. Po kilku minutach na salę wszedł nieznany dotąd pułkownik, stanął za biurkiem i poprosił o zajęcie miejsca przy stołach, według starszeństwa. Gdy wszyscy usiedli zwrócił się z prośbą, aby najstarszy stopniem polski oficer złożył meldunek. Powstał mjr Stasiewicz i w krótkich słowach podał, że obecni tu polscy oficerowie reprezentują służby i jednostki bojowe organizowanej polskiej dywizji piechoty Armii Krajowej, która chce walczyć przeciwko Niemcom u boku Armii Czerwonej. Gdy skończył, pułkownik sowiecki zwrócił się do niego, aby powtórzył ten meldunek jeszcze raz. Speszony trochę mjr Stasiewicz powtórzył wszystko od początku. Wtedy pułkownik wstał, odsunął szufladę biurka, wyjął dwa pistolety i krzyknął: ruki wierch! (ręce do góry). Oficerowie sowieccy chwycili oficerów AK za ręce, wykręcając je do tyłu. Równocześnie pootwierały się drzwi i z korytarza wbiegli na salę żołnierze uzbrojeni w pepesze. Część ustawiła się pośrodku sali, część dokonywała osobistej rewizji oficerów AK. Odbierano dokumenty i inne przedmioty osobiste. Broni nikt nie miał. Następnie sprowadzono ich pojedynczo na dół do obszernej sutereny. Po drodze na schodach stało wielu żołnierzy uzbrojonych w pepesze. Po kilkunastu minutach wyprowadzono ich na dziedziniec i załadowano na samochód ciężarowy. Siedzieli na podłodze ciasno, okrakiem jeden za drugim, twarzami w kierunku jazdy. Zawieziono ich do więzienia przy ulicy Łąckiego. Początkowo, przez kilka godzin, przebywali w jednej celi, potem rozprowadzono ich po różnych celach w tzw. budynku wewnętrznym, w którego piwnicach, za czasów gestapo, znajdowały się cele śmierci. W czasie tej „odprawy” zostali aresztowani:
  - mjr dypl. Kornel Stasiewicz – „Prosper” – szef sztabu Komendy Okręgu Lwów (kryptonim – „Taśma”),
  - mjr dypl. Leon Bazała – „Strwiąż”, cichociemny, lekarz – zastępca szefa sanitarnego Komendy Obszaru Południowo-Wschodniego,
  - kpt. Karol Borkowiec – „Zen” – komendant Dzielnicy Południowej,
  - kpt. Andrzej Chołoniewski – Łodyga”; dowódca oddziałów leśnych 14 p. ułanów AK,
  - ppor. Władysław Cudak – „Gojba” – referent WSOP Dzielnicy Wschodniej,
  - ks. Władysław (o. Rafał) Kiernicki – „Dziunio”, franciszkanin, kierownik łączności konspiracyjnej Komendy Okręgu Lwów,
  - por. Stanisław Łatkowski – „Poraj” – oficer informacyjny Dzielnicy Wschodniej,
  - inż. Edward Pawluk – „Profesor”, urbanista – kierownik kolportażu BIP Komendy Okręgu Lwów,
  - por. Jan Podhaniuk – „Ludwik” -Komendant I Rejonu Dzielnicy Południowej,
  - kpt. Edward Sidorowicz – „Burak” – komendant Dzielnicy Śródmieście,
  - kpt. Dragan Sotirovič – „Draża”, Jugosłowianin – zastępca dowódcy oddziałów leśnych 14 p. uł. AK,
  - ppor. Franciszek Specylak – „Rapier” – adiutant i oficer organizacyjny komendy Dzielnicy Południowej,
  - por. Stanisław Sypniewicz (prawdziwe nazwisko: Mieczysław Laskowski) – „Mieczysław” – kierownik legalizacji Komendy Okręgu Lwów,
  - por. inż. Stanisław Turowicz – „Roch” – szef łączności operacyjnej Komendy Okręgu Lwów,
  - ppor. Bolesław Wójtowicz – „Damian” – komendant III Rejonu Dzielnicy Południowej,
  - jedyną kobietą aresztowaną w czasie „odprawy” była Krystyna Wójcik (prawdziwe nazwisko: Paulina Stachorówna) – „Lila”, kierownik kancelarii Komendy Okręgu Lwów. Z krzykiem: „Chłopcy, jadę z Wami!!!” wsiadła w ostatniej chwili do jednego z odjeżdżających na odprawę samochodów.
- 1 lub 2 sierpnia część z aresztowanych: mjr. Stasiewicza, kpt. Sotirovića i Krystynę Wójcik przewieziono z więzienia przy ul. Łąckiego do aresztu przy kwaterze kontrrazwiedki przy ul. Ponińskiego w willi Uwiery.
- Przez dwa kolejne dni w budynku przy ul. Kochanowskiego 27 zorganizowany był „kocioł”. 1 sierpnia od rana zatrzymano w nim 40 osób, na miejscu przeprowadzając przesłuchania, które trwały do wieczora. Wyselekcjonowano 12 mężczyzn i 2 kobiety. Przewieziono ich do więzienia na Łąckiego. Byli wśród nich:
  - Maria Bochenek – „Grażyna – dowódca patrolu wydziału łączności operacyjnej Komendy Okręgu Lwów,
  - Helena Terlecka – „Niwa” – z komórki kolportażu BIP Okręgu Lwów,
  - Kazimierz Arcimowicz – z grupy wywiadu więziennego (kryptonim „Krata”),
  - ppor. Mieczysław Dawidowicz – „Szczapa” – oficer Komendy Okręgu Lwów,
  - Jerzy Habela – „Konrad” – kierownik poczty wewnętrznej kontrwywiadu Komendy Obszaru.
- 2 sierpnia dotarł do Komendy Głównej AK w Warszawie meldunek o wydarzeniach we Lwowie, określający liczbę aresztowanych oficerów na 30. Za tym meldunkiem wysyłano dalsze. Warszawa w tym czasie stała w ogniu powstańczych walk.
- Lwowskie oddziały Zgrupowania Zachodniego pod dowództwem kpt. Witolda Szredzkiego „Sulimy”, po wykonaniu zadań, bojowych planu „Burza”, ruszyły na pomoc powstańczej Warszawie. Część tych oddziałów została otoczona, rozbrojona, a oficerowie zostali aresztowani przez oddziały sowieckie. Jednym z tych oddziałów była 6 kompania 26 pp AK, dowodzona przez kpt. Stefana Zakrzewskiego (prawdziwe nazwisko: Zenon Kubski) ps. „Lech”. Kompania została zatrzymana w Rudniku nad Sanem 18 sierpnia. Wraz z kpt. „Lechem” byli aresztowani:
  - jego zastępca, por. Walerian Proszowski – „Józef”,
  - dowódca I plutonu ppor. Józef Wyrobek (prawdziwe nazwisko Tadeusz Guzik) – „Uzda”,
  - chor. Adam Ekiert – „Pogarda”, dowódca oddziału leśnego 1 kompanii samborskiej.

Podobny los spotykał i inne oddziały lwowskiej Armii Krajowej, które poza terenem Lwowa uczestniczyły w „Burzy”. Należy tu wspomnieć, że w połowie sierpnia umieszczono również w piwnicach willi Uwiery kpt. Jana Schrama – „Grodzickiego”, którego aresztowano w Jarosławiu, po objęciu przez niego czynności burmistrza z ramienia Delegatury Rządu RP oraz por. inż. Tadeusza Gajewskiego.

## Przebieg akcji „Burza” w dzielnicach

### Rejon Śródmieście
Zaplanowanym miejscem postoju dowództwa 5 dywizji piechoty AK, a zarazem komendanta Obszaru płk. Filipkowskiego – który został uprawniony do występowania jako generał brygady, miał być rejon Politechniki. Ponieważ rejon ten był jeszcze zajęty przez Niemców, natychmiast po oczyszczeniu terenu od Niemców (22 lipca) zajęto na ten cel budynek przy ul. Kochanowskiego 27. 6 plutonów AK obsadziło rejon od Poczty Głównej do placu Mariackiego. Pierwsze walki stoczono w rejonie ul. Piekarskiej, zmuszając do wycofania się oddziałów Tyrolczyków, po czym wspólnie z nacierającymi z drugiej strony (od ul. Czarnieckiego) oddziałami radzieckimi zaatakowano gniazda karabinów maszynowych na ul. Podwale, od strony pl. Bernardyńskiego, zdobywając jedno z nich. Oddziały AK podjęły walkę z wycofującymi się Niemcami w Parku Kościuszki (Ogród Jezuicki), ponosząc straty w rannych. Trzecia grupa stoczyła walkę w rejonie Teatru, we współdziałaniu z czołówką radziecką, zlikwidowała gniazdo niemieckiego karabinów maszynowych i broni przeciwpancernej na rogu ul. Żółkiewskiej. Przydzielony ze sztabu AK przewodnik przeprowadził kanałami w rejon pl. Strzeleckiego obserwatora radzieckiego, który stamtąd kierował ogniem i natarciem czołgów, w celu oczyszczenia z Niemców tego rejonu, aż do wylotu na pl. Krakowski.

#### Akcja wieszania flag
Żołnierze AK z plutonu podchorążego Stanisława Ropuszyńskiego, wchodzącego w skład 19. pułku piechoty (m.in. Franciszek Maurer pseudonim „Zyndram”, Franciszek Orzechowski pseudonim „Oksza”, „Grzesio” oraz Ryszard Orzechowski pseudonim „Jan”) przedostali się do budynku Ratusza i pod ostrzałem niemieckim wywiesili na wieży ratuszowej flagę polską, amerykańską, angielską i sowiecką. Dowództwo radzieckie wkrótce zarządziło ich zdjęcie, motywując to tym, że pomagają one Niemcom, obecnym jeszcze w mieście, rozeznać sytuację. Inni żołnierze AK wywiesili flagę na tzw. Gmachu Sprechera, przy ul. Akademickiej, gdzie mieściła się Komenda Śródmieścia oraz na Politechnice, zdobytej przez Oddział Kedywu Okręgu Lwów.

### Dzielnica Wschodnia
W dzielnicy wschodniej 28 plutonów i 2 szwadrony 14 pułku ułanów w sile 1030 ludzi miało zapewnić gotowość do samoobrony dzielnicy przed ekscesami Ukraińców i możliwością wyniszczenia ludności przez wycofujących się Niemców, a gdyby groźba taka powstała, skupić ludność w rejonach odsuniętych od głównych arterii i bronić jej przed Niemcami i Ukraińcami.

### Dzielnica Zachodnia
Dzielnicę Zachodnią i Główny Dworzec kolejowy zabezpieczało około 1200 żołnierzy pod dowództwem Komendanta Dzielnicy kpt. Jana Kozika „Karskiego”. Plutony dzielnicy Zachodniej skoncentrowały się 22 lipca i początkowo opanowały rozległy teren niemal całej dzielnicy, odrzucając Niemców wzdłuż ul. Króla Leszczyńskiego i Gródeckiej. Niemcy byli tu na północ od ul. Janowskiej oraz na południowo-zachodnich peryferiach. 24 lipca oddziały AK próbowały atakować Kortumową Górę, ale atak załamał się pod ogniem niemieckim. Na drugi dzień oddziały niemieckie, wycofując się z północno-zachodnich przedmieść w kierunku na południe, wyparły oddziały AK z Sygniówki i Lewandówki. Na Lewandówce siły II rejonu pod dowództwem por. Janiaka „Michała”, okrążone w szkole poniosły straty i po krótkiej walce uległy rozproszeniu. Wydarzenia te spowodowały straty i po pewnym momencie panikę, wycofując się niektóre oddziały AK i uciekająca ludność cywilna dotarły aż do centrum miasta... Reakcja sztabu była natychmiastowa, sytuację szybko opanowano. Dowództwo na południowo-zachodnim odcinku ul. Gródeckiej objął osobiście kpt. „Karski”, przekazując je następnie kpt. Janowi Karolowi Osiowskiemu, który przeszedł z organizacji płk. Sokołowskiego „Trzaski” i przez 2 dni, aż do zupełnego wyparcia Niemców ze Lwowa, przy wsparciu czołgów radzieckich utrzymano ten rejon, prowadząc rozpoznanie patrolami lotniska w Skniłowie.

### Dzielnica Południowa
W dość rozległej dzielnicy południowej, zamieszkanej w czasie okupacji głównie przez ludność niemiecką, nie było warunków organizowania liczniejszych oddziałów AK. Stąd w czasie „Burzy”, w trzech rejonach miejskich wystąpiło 540 żołnierzy w 11 plutonach, które skoncentrowały się w wyznaczonych rejonach i obsadziły wskazane obiekty. Walki jednak ominęły tę część miasta, ponieważ Niemcy wycofali się stąd bez prób stawienia oporu. Opuszczona przez załogę Cytadela została zajęta po krótkich utarczkach z ukrywającymi się tam Niemcami, po czym odkryty magazyn broni pozwolił na częściowe dozbrojenie oddziałów AK. Dzielnicą dowodził Komendant Dzielnicy i zarazem dowódca zgrupowania południe kpt. Borkowiec „Zen”. Siły dzielnicy ujawniły się jako oddziały 40 pp. Odwody 5 DP zajęły zaplanowane rejony Kedyw Okręgu, w sile ok. 150 żołnierzy w 4 plutonach 19 p. p. obsadził Politechnikę, po uprzednim oczyszczeniu z Niemców ul. Leona Sapiehy i odrzuceniu ich na płn.-zach. Pod stałą obserwacją pozostawał kompleks budynków greckokatolickiej katedry św. Jura, siedziby Metropolity arcybiskupa Andrzeja Szeptyckiego, duchownego przywódcy nacjonalistów ukraińskich. Po zajęciu Politechniki zorganizowano tam szpital AK. Drugi odwód 5 DP w sile ok. 200 żołnierzy wywiadu i kontrwywiadu, w 4 plutonach 19 pp., pod dowództwem por. Borodeja „Lisa”, obsadził rejon przyległy do ul. Długosza, pozostając do dyspozycji Komendy Obszaru i 5 DP, mieszczącej się w pobliżu ul. Kochanowskiego. Oddziały por. „Lisa” miały pod obserwacją pobliskie skupiska ludności ukraińskiej, a wydzielony pluton wziął udział w odparciu niemieckiego kontrataku w rejonie rogatki Gródeckiej.

### Dzielnica Północna
Była ona niemal do końca silnie obsadzona i broniona przez Niemców. Oddziały trzech rejonów miejskich tej dzielnicy, w sile 19 plutonów – 738 żołnierzy pod dowództwem Komendanta Dzielnicy kpt. Mariana Jędrzejowskiego „Ara”, pozostawały w pogotowiu, w koncentracji. Łączność z tą dzielnicą utrzymywano kanałami. Jeden z plutonów pod dowództwem por. Zbigniewa Borzysławskiego, opanował teren Gazowni Miejskiej i wziął do niewoli całą załogę niemiecką, i odparł kilka kontrataków Niemców, chcących zająć i wysadzić gazownię.
Opanowanie północnej części Lwowa odbywało się stopniowo, jednak bez specjalnego wysiłku ze strony sowieckiej.

## Epilog
Podczas walk o Lwów zginęło 30 żołnierzy AK, a 160 zostało rannych.
Dopóki trwały walki o Lwów, w mieście panował radosny nastrój, panowała harmonijna współpraca żołnierska między dowództwem AK a wojskami sowieckimi, walczącymi we Lwowie, których dowódca w stopniu generała na pierwszej odprawie wspólnej, w sztabie przy ul. Kochanowskiego, w obecności wielu oficerów AK i radzieckich złożył podziękowanie na ręce gen. Filipkowskiego za współpracę na polu walki i okazaną pomoc w walkach o Lwów, i na innych odcinkach walki na terenie Obszaru. Dokonano wymiany oficerów łącznikowych między dowództwami. W miarę napływania politycznych oddziałów sowieckich sytuacja pogarszała się. Na drugiej z kolei odprawie gen. Iwanow zaproponował, by oddziały AK złożyły różnorodną i często zestarzałą broń, zapewniając, że w zamian otrzymają nowoczesną i ręcząc za to słowem honoru. Na trzeciej odprawie ten sam generał zażądał kategorycznie złożenia broni przez AK. Wydano odpowiedni rozkaz i 28 lipca poszczególne oddziały złożyły broń w wyznaczonych punktach. Nie było możliwości w pełni wyegzekwować wykonania tego rozkazu, wielu żołnierzy nie chciało rozstać się z bronią i część jej często za cichą zgodą dowódców pozostawała w ukryciu.
Współpraca Armii Krajowej Obszaru Lwowskiego z Armią Czerwoną zakończyła się podstępnym aresztowaniem dowódców i sztabów oraz masowym aresztowaniem oficerów i żołnierzy Armii Krajowej. Ponad dwa tysiące żołnierzy Lwowskiej Armii Krajowej zostało skazanych i uwięzionych w łagrach sowieckich. Wielu z nich nie doczekało powrotu do Polski.

## Upamiętnienie
Walki żołnierza polskiego o Lwów w II wojnie światowej zostały upamiętnione na Grobie Nieznanego Żołnierza w Warszawie napisem na jednej z tablic po 1990 r. „LWÓW 12–22 IX 1939/22 – 26 VII 1944”.